# Список астероидов, пересекающих орбиту Марса
Марс-кроссеры — это астероиды, орбиты которых пересекают орбиту Марса. Ниже приведён список таких астероидов, в него входят также два астероида из группы «троянцев», а именно (5261) Эврика и (26677) 2001 EJ18.

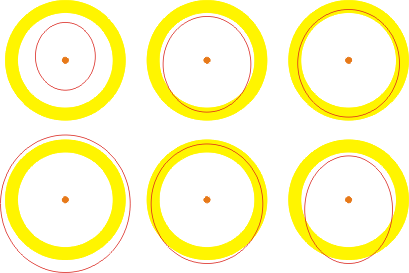
Внутренняя орбита: левый, верхний;
Внешняя орбита: левый, нижний;
Внутренний грейзер: средний, верхний;
Внешний грейзер: средний, нижний;
Коорбитальная орбита: правый, верхний;
Кроссер-орбита: правый, нижний

Перигелий орбиты таких астероидов располагается внутри орбиты красной планеты, то есть он меньше афелия Марса (1,66 а. е.), но больше чем 1,3 а. е. (минимального расстояния до Венеры — ближайшей к Земле планеты).
В данном списке содержатся все нумерованные астероиды, которые, так или иначе, пересекают орбиту Марса, но при этом далеко не все из них входят в одноимённую группу в орбитальной классификации. Часть просто пересекает орбиту Марса, но относится к группе околоземных астероидов.

## Происхождение
Популяция астероидов, пересекающих орбиты Марса — «марс-кроссеров» (1,3 < {\displaystyle q} < 1,67 а. е.), является одной из самых крупных групп астероидов этого типа и по численности в четыре раза превышает популяцию АСЗ. Главной причиной изменения орбит астероидов в главном поясе являются различные орбитальные резонансы и последующие сближения с Юпитером.
Наиболее мощные орбитальные резонансы, соответствующие в главном поясе люкам Киркувуда, по большей части не могут переводить астероиды на данные орбиты, поскольку возрастание эксцентриситета на этих резонансах происходит слишком быстро и при сближениях с Марсом в популяцию «марс-кроссеров» захватывается незначительное число астероидов.
Зато помимо них в главном поясе существует ещё и множество более слабых резонансов, оказывающих менее существенное, но тем не менее заметное влияние на движение астероидов. Именно слабые орбитальные резонансы, обусловленные соизмеримостями средних движений астероидов с Юпитером более высоких порядков, такие как, например, 7:2, 7:3, 9:4, 10:3, а также с Марсом и Землёй; кратные соизмеримости, когда резонансные соотношения связывают средние движения сразу трёх тел (например, Юпитера, Сатурна и астероида), и разного рода вековые резонансы являются главным источником, обеспечивающим постоянное пополнение популяции астероидов «марс-кроссеров». Правда время перехода астероида на такие орбиты оказывается крайне велико — от десятков миллионов до миллиардов лет.
В области {\displaystyle a} ≤ 2,06 а. е. отсутствуют сильные резонансы, способные превратить орбиты, пересекающие орбиту Марса, в орбиты, пересекающие орбиту Земли и Венеры, поэтому астероиды, попавшие в эту область надолго застревают в ней. Только случайные сближения с Марсом способны вернуть их в область сильных резонансов, где они могут быть преобразованы в орбиты астероидов, сближающихся с Землёй.

## Ко-орбитальная орбита
- (5261) Эврика Ƭ
- (26677) 2001 EJ18
- (101429) 1998 VF31 Ƭ
- (121514) 1999 UJ7 Ƭ
- (269719) 1998 QH56
- (311999) 2007 NS2 Ƭ
- (329615) 2003 LV1

Ƭ — троянские астероиды Марса

## Внутренний грейзер (астероид входит в орбиту Марса изнутри)
Почти круговые орбиты, большая полуось меньше, чем у Марса, не выходят за пределы его орбиты. Амуры и Марс-кроссеры.

| - (1951) Лик - (4947) Нинкаси - (10302) 1989 ML - (15817) Лучанотези - (21374) 1997 WS22 | - (39774) 1997 GO27 - (52381) 1993 HA - (52387) 1993 OM7 - (54071) 2000 GQ146 - (67367) 2000 LY27 | - (68031) 2000 YK29 - (68278) 2001 FC7 - (85184) 1991 JG1 - (85236) 1993 KH - (85989) 1999 JD6 | - (87024) 2000 JS66 - (87684) 2000 SY2 - (88213) 2001 AF2 - (90367) 2003 LC5 - (90403) 2003 YE45 |

## Внутренний грейзер (астероид входит в орбиту Марса изнутри, пересекая орбиту Земли)
Большая полуось меньше, чем у Марса, не выходят за пределы его орбиты, но обладают умеренно вытянутыми орбитами (эксцентриситетом 0,3), которые пересекают орбиту Земли. Все АСЗ (атоны и аполлоны).

| - (1620) Географ - (1865) Цербер - (2063) Бахус - (3361) Орфей | - (3362) Хуфу - (3753) Круитни - (4034) Вишну - (4581) Асклепий | - (4769) Касталия - (6239) Минос - (10115) 1992 SK - (11500) Томайёвит | - (12711) Тукмит - (17511) 1992 QN - (22099) 2000 EX106 - (68950) 2002 QF15 |

## Астероиды, пересекающие орбиты Марса и Земли
Сильно вытянутые орбиты, но большая полуось по-прежнему находится внутри орбиты Марса. Все Атоны и Аполлоны.

| - (1566) Икар - (1685) Торо - (1862) Аполлон - (1863) Антиной - (1864) Дедал - (1866) Сизиф - (1981) Мидас - (2101) Адонис - (2102) Тантал - (2135) Аристей - (2201) Ольято - (2212) Гефест - (2329) Орф - (3103) Эгер - (3200) Фаэтон - (3360) Сиринга - (3671) Дионис - (3752) Камилло - (3838) Эпона - (4015) Вильсон-Харрингтон - (4179) Таутатис - (4183) Куно - (4197) 1982 TA - (4257) Убасти - (4341) Посейдон - (4450) Пан - (4486) Митра - (4660) Нерей - (4953) 1990 MU - (5011) Птах - (5131) 1990 BG - (5143) Геракл - (5189) 1990 UQ - (5496) 1973 NA - (5645) 1990 SP - (5660) 1974 MA - (5693) 1993 EA - (5731) Зевс | - (5786) Талос - (5828) 1991 AM - (6037) 1988 EG - (6047) 1991 TB1 - (6053) 1993 BW3 - (6063) Ясон - (6455) 1992 HE - (6489) Голевка - (6611) 1993 VW - (7025) 1993 QA - (7092) Кадм - (7335) 1989 JA - (7341) 1991 VK - (7350) 1993 VA - (7482) 1994 PC1 - (7753) 1988 XB - (7888) 1993 UC - (7889) 1994 LX - (8014) 1990 MF - (8035) 1992 TB - (8176) 1991 WA - (8201) 1994 AH2 - (8507) 1991 CB1 - (8566) 1996 EN - (9058) 1992 JB - (9162) Квиила - (9202) 1993 PB - (9856) 1991 EE - (10145) 1994 CK1 - (10165) 1995 BL2 - (10636) 1998 QK56 - (11066) Сигурд - (11311) Пелей - (11405) 1999 CV3 - (11885) 1990 SS - (12538) 1998 OH - (12923) Зефир | - (13651) 1997 BR - (14827) Гипнос - (16816) 1997 UF9 - (16834) 1997 WU22 - (16960) 1998 QS52 - (17181) 1999 UM3 - (17182) 1999 VU - (17188) 1999 WC2 - (20236) 1998 BZ7 - (20425) 1998 VD35 - (20429) 1998 YN1 - (20826) 2000 UV13 - (22753) 1998 WT - (22771) 1999 CU3 - (23187) 2000 PN9 - (24443) 2000 OG - (24445) 2000 PM8 - (24761) Ахау - (25143) Итокава - (25330) 1999 KV4 - (26379) 1999 HZ1 - (26663) 2000 XK47 - (27002) 1998 DV9 - (29075) 1950 DA - (30825) 1990 TG1 - (30997) 1995 UO5 - (31662) 1999 HP11 - (31669) 1999 JT6 - (35396) 1997 XF11 - (35670) 1998 SU27 - (36236) 1999 VV - (36284) 2000 DM8 - (37638) 1993 VB - (37655) Ильяпа - (38086) Беовульф | - (38239) 1999 OR3 - (40267) 1999 GJ4 - (41429) 2000 GE2 - (42286) 2001 TN41 - (52340) 1992 SY - (52750) 1998 KK17 - (52760) 1998 ML14 - (52762) 1998 MT24 - (53319) 1999 JM8 - (53409) 1999 LU7 - (53426) 1999 SL5 - (53429) 1999 TF5 - (53550) 2000 BF19 - (53789) 2000 ED104 - (55532) 2001 WG2 - (65690) 1991 DG - (65717) 1993 BX3 - (65733) 1993 PC - (65803) Дидим - (65909) 1998 FH12 - (66008) 1998 QH2 - (66063) 1998 RO1 - (66253) 1999 GT3 - (67381) 2000 OL8 - (67399) 2000 PJ6 - (68216) 2001 CV26 - (68267) 2001 EA16 - (68346) 2001 KZ66 - (68348) 2001 LO7 - (68372) 2001 PM9 - (68548) 2001 XR31 - (69230) Гермес - (137052) Тьельвар - 2007 WD5 |

## Внешний грейзер (астероид входит в орбиту Марса снаружи)
Большая полуось больше, чем у Марса ({\displaystyle a>1{,}523662} а. е.), перигелий {\displaystyle 1{,}381<q<1{,}666} а. е. — не выходят за внутренние границы его орбиты. 

| - (132) Эфра - (323) Брюсия - (391) Ингеборг - (475) Оклло - (512) Тауриненсида - (699) Хела - (1009) Сирена - (1011) Лаодамия - (1065) Амундсения - (1131) Порция - (1134) Кеплер - (1139) Атами - (1170) Шива - (1198) Атлантида - (1204) Ренция - (1235) Шоррия - (1293) Соня - (1310) Филлигера - (1316) Казань - (1374) Изора - (1468) Зомба - (1474) Бейра - (1508) Кеми - (1565) Леметр - (1593) Фанье - (1640) Немо - (1656) Суоми - (1727) Метте - (1747) Райт - (1750) Экерт - (2035) Стернс - (2044) Вирт - (2055) Дворжак - (2064) Томсен - (2074) Шумейкер - (2077) Кянсу - (2078) Нанкин - (2099) Эпик - (2204) Люли - (2253) Эспинет - (2423) Ибаррури - (2449) Кенос - (2577) Литва - (2744) Биргитта - (2937) Гиббс - (2968) Илья - (3040) Кодзаи - (3163) Рэнди - (3198) Валлония - (3255) Толен - (3267) Гло - (3270) Дадли - (3287) Ольмстид - (3343) Недзел - (3392) Сэтоути - (3397) Лейла - (3401) Ванфилос - (3402) Висдом - (3416) Доррит - (3443) Личжэндао - (3496) Ариесо - (3581) Альварес - (3635) Крейц - (3674) Эрбисбюль - (3737) Бекман - (3800) Караюсуф - (3854) Джордж - (3858) Дорчестер - (3873) Родди - (3920) Обиньян - (4142) Дерсу Узала - (4205) Дэвид Хьюз - (4276) Клиффорд - (4435) Хольт - (4451) Грив - (4558) Джейнсик - (4910) Кавасато - (4995) Гриффин - (5038) Овербек - (5066) Гаррэдд - (5230) Асахина - (5246) Мильорини - (5251) Брэдвуд - (5253) Фрэдклиффорд - (5275) Здислава - (5335) Дамокл - (5349) Полхаррис - (5392) Паркер - (5510) 1988 RF7 - (5585) Паркс - (5621) Эрб - (5641) МакКлиз - (5642) Боббиуильямс - (5649) Доннаширли - (5682) Бересфорд - (5720) Галуивер - (5738) Биллпикеринг - (5817) Робертфразер - (5870) Балтимор - (5892) Майлздэвис - (5929) Мансано - (5999) Плесшия - (6041) Ютеркилиан - (6042) Чеширкэт - (6141) Дурда - (6170) Левассёр - (6172) Прокофеана - (6183) Вискам - (6249) Дженнифер - (6261) Хиона - (6263) 1980) PX - (6386) Кейтнолл - (6411) Тамага - (6446) Ломберг - (6444) 1989 WW - (6454) 1991 UG1 - (6485) Вендиэстер - (6487) Тониспир - (6490) 1991 NR2 - (6500) Кодаира - (6523) Клаб - (6585) О’Киф - (6847) Кунц-Халльштайн - (6874) 1994 JO1 - (6909) Лэвизон - (7002) Бронштэн - (7079) Багдад - (7267) 1943) DF - (7304) Намики - (7330) Анналемайтре - (7345) Хэппер - (7369) Гаврилин - (7445) Траян - (7467) 1989 WQ1 - (7505) Фурусё - (7660) 1993 VM1 - (7723) Люггер - (7778) Маркробинсон - (7816) Ханой - (7818) Мёрхэд - (7870) 1987 UP2 - (8251) Исогаи - (8256) Шэньчжоу - (8355) Масуо - (8444) Попович - (8651) Алинрэйналь - (9068) 1993 OD - (9082) Леонардмартин - (9292) 1982 UE2 - (9551) Кази - (9564) Джеффвинн - (9572) 1988 RS6 - (9671) Гемера - (9773) 1993 MG1 - (9881) 1994 SE - (9992) 1997 TG19 - (10051) Олби - (10502) Арманобс - (10548) 1992 PJ2 - (10578) 1995 LH - (10737) 1988 DZ4 - (10984) Гиспен - (11152) Оминэ - (11318) 1994 XZ4 - (11466) 1981) EL33 | - (11836) Айлин - (12009) 1996 UE - (12198) 1980) PJ1 - (12390) 1994 WB1 - (12520) 1998 HV78 - (13091) 1992 PT3 - (13153) 1995 QC3 - (13551) Гадсден - (13819) 1999 SX5 - (13920) Монтекорвино - (14017) 1994 NS - (14211) 1999 NT1 - (14222) 1999 WS1 - (14223) Долби - (14309) Дефой - (14461) 1993 FL54 - (14581) 1998 RT4 - (14653) 1998 YV11 - (14982) 1997 TH19 - (15609) Космачевски - (15673) Четаев - (15700) 1987 QD - (15778) 1993 NH - (15790) Кейдзан - (16142) Люн - (16143) 1999 XK142 - (16465) 1990 FV1 - (16474) 1990 QG3 - (16529) Дэнголдин - (16588) Джонги - (16591) 1992 SY17 - (16635) 1993 QO - (16724) 1995 YV3 - (16851) 1997 YU1 - (16868) 1998 AK8 - (16958) Клаасен - (17435) ди Джованни - (17493) Вилдкэт - (17555) 1993 VC5 - (17640) Маунт-Стромло - (17744) Джодифостер - (18181) 2000 QD34 - (18195) 2000 QG116 - (18284) Церетели - (18398) Брегенц - (18499) 1996 MR - (18620) 1998 DS10 - (18726) 1998 KC2 - (18899) 2000 JQ2 - (18916) 2000 OG44 - (18919) 2000 OJ52 - (19080) Мартинфиерро - (19127) Олегефремов - (19388) 1998 DQ3 - (19402) 1998 EG14 - (19877) 9086 P-L - (19958) 1985 RN4 - (20037) Дьюк - (20062) 1993 QB3 - (20137) 1996 PX8 - (20187) Янапиттихова - (20446) 1999 JB80 - (20691) 1999 VY72 - (20786) 2000 RG62 - (20860) 2000 VS34 - (20958) A900 MA - (21001) Трогрлик - (21028) 1989 TO - (21030) 1989 TZ11 - (21056) 1991 CA1 - (21104) 1992 PY - (21183) 1994 EO2 - (21228) 1995 SC - (21788) 1999 SZ5 - (21893) 1999 VL4 - (21966) 1999 WJ9 - (22168) Вайсфлог - (22283) 1986 PY - (22385) 1994 EK7 - (22449) 1996 VC - (22601) 1998 HD124 - (22807) 1999 RK7 - (22844) 1999 RU111 - (23250) 2000 WQ181 - (23726) 1998 HG48 - (23738) 1998 JZ1 - (23983) 1999 NS11 - (24029) 1999 RT198 - (24143) 1999 VY124 - (24242) 1999 XY100 - (24495) 2001 AV1 - (24643) Маккриди - (24654) Фоссетт - (24682) 1990 BH - (24693) 1990 SB2 - (24806) 1994 RH9 - (24809) 1994 TW3 - (24814) 1994 VW1 - (24819) 1994 XY4 - (24883) 1996 VG9 - (24970) 1998 FC12 - (25037) 1998 QC37 - (25362) 1999 TH24 - (25974) 2001 FF43 - (26050) 3167 T-2 - (26074) Карлвирц - (26120) 1991 VZ2 - (26129) 1993 DK - (26189) 1997 AX12 - (26209) 1997 RD1 - (26385) 1999 RN20 - (26471) 2000 AS152 - (26822) 1988 RG13 - (26858) Мистерроджерс - (26879) Хейнс - (27057) 1998 SP33 - (27089) 1998 UE15 - (27351) 2000 DO73 - (27657) 1974) PC - (27995) 1997 WL2 - (28017) 1997 YV13 - (28085) 1998 QO98 - (28203) 1998 XL48 - (28565) 2000 EO58 - (29180) 1990 SW1 - (29407) 1996 UW - (29451) 1997 RM1 - (29566) 1998 FK5 - (29780) 1999 CJ50 - (30105) 2000 FO3 - (30555) 2001 OM59 - (30717) 1937) UD - (30765) 1981 EJ48 - (30767) 1983 VQ1 - (30771) 1986 PO2 - (30775) Латту - (30785) Грили - (30786) 1988 QC - (30800) 1989 ST - (30856) 1991 XE - (30963) 1994 WO3 - (31076) 1996 XH1 - (31098) Фрэнкхилл - (31180) 1997 YX3 - (31318) 1998 GQ10 - (31320) 1998 HX2 - (31367) 1998 WB9 - (31415) 1999 AK23 - (31832) 2000 AP59 - (31843) 2000 CQ80 - (31845) 2000 DK17 - (31869) 2000 EF101 - (31881) 2000 FL15 - (31895) 2000 FX44 - (31913) 2000 GM56 - (32039) 2000 JO23 - (32122) 2000 LD10 - (32575) 2001 QY78 - (32581) 2001 QW98 - (32827) 1992 DF1 - (32890) Швоб - (32897) Куртхаррис - (32910) 1994 TE15 - (33060) 1997 VY - (33073) 1997 WU16 - (33330) Бареж | - (33836) 2000 FB39 - (33865) 2000 JX15 - (33881) 2000 JK66 - (34048) 2000 OR35 - (34706) 2001 OP83 - (34755) 2001 QW120 - (34759) 2001 QL151 - (34817) 2001 SE116 - (35056) 1984) ST - (35368) 1997 UB8 - (35709) 1999 FR28 - (36282) 2000 CT98 - (36771) 2000 RD97 - (36779) 2000 SW1 - (37152) 2000 VV56 - (37308) 2001 OP16 - (37314) 2001 QP - (37359) 2001 UM17 - (37367) 2001 VC - (37378) 2001 VU76 - (37479) 1130 T-1 - (37568) 1989 TP - (37596) 1991 VV6 - (37671) 1994 UY11 - (37802) 1997 XD11 - (38063) 1999 FH - (38074) 1999 GX19 - (38181) 1999 JG124 - (38647) 2000 OW8 - (38683) 2000 QQ7 - (39096) 2000 WE1 - (39235) 2000 YH55 - (39489) 1981) EU6 - (39561) 1992 QA - (39702) 1996 TZ10 - (39741) Комм - (40245) 1998 WO7 - (40271) 1999 JT - (40315) 1999 LS - (40430) 1999 RL28 - (40468) 1999 RF46 - (40719) 1999 SZ2 - (41074) 1999 VL40 - (41223) 1999 XD16 - (41434) 2000 GB82 - (41464) 2000 OL22 - (41475) 2000 PR13 - (41503) 2000 QG148 - (41574) 2000 SQ1 - (41577) 2000 SV2 - (41588) 2000 SC46 - (41774) 2000 VR44 - (42501) 1992 YC - (42531) 1995 LJ - (42609) 1998 DB34 - (42805) 1999 JU1 - (42811) 1999 JN81 - (42887) 1999 RV155 - (43017) 1999 VA2 - (43369) 2000 WP3 - (44010) 1997 UH11 - (44168) 1998 JJ4 - (44200) 1998 MJ25 - (44619) 1999 RO42 - (45074) 1999 XA38 - (45164) 1999 XK127 - (45251) 1999 YN - (45764) 2000 LV - (46433) 2002 JQ67 - (46598) 1993 FT2 - (46771) 1998 HM7 - (46773) 1998 HZ12 - (46780) 1998 HH52 - (46818) 1998 MZ24 - (47035) 1998 WS - (47145) 1999 RN11 - (47199) 1999 TY204 - (47343) 1999 XL45 - (47576) 2000 AW172 - (47581) 2000 AN178 - (47588) 2000 AM201 - (47648) 2000 CA40 - (47834) 2000 EN114 - (48338) 2002 PV27 - (48450) 1991 NA - (48468) 1991 SS1 - (48570) 1994 EA2 - (48621) 1995 OC - (48864) 1998 HK43 - (49385) 1998 XA12 - (49664) 1999 MV - (49952) 1999 XH212 - (50143) 2000 AB132 - (50354) 2000 CX70 - (50867) 2000 GM4 - (51075) 2000 GG162 - (51157) 2000 HB57 - (51356) 2000 RY76 - (51773) 2001 MV - (52297) 1991 CH2 - (52310) 1991 VJ - (52317) 1992 BC1 - (52384) 1993 HZ5 - (52439) 1994 QL - (52453) 1994 WC - (52722) 1998 GK - (52730) 1998 HN4 - (52800) 1998 QT60 - (53431) 1999 UQ10 - (53432) 1999 UT55 - (54013) 2000 GA97 - (54697) 2001 FA70 - (54718) 2001 HB61 - (54754) 2001 KJ56 - (55043) 2001 QL59 - (55333) 2001 SZ117 - (55380) 2001 SB264 - (55401) 2001 SX316 - (55757) 1991 XN - (55760) 1992 BL1 - (55825) 1995 SD4 - (55969) 1998 KH56 - (56950) 2000 SA2 - (57004) 2000 SP349 - (57047) 2001 LG1 - (57878) 2001 YZ148 - (57924) 2002 FO28 - (58023) 2002 VR40 - (58046) 2002 XA14 - (58050) 2002 YA - (58070) 1034 T-2 - (58141) 1981) UW22 - (58149) 1987 SX11 - (58175) 1990 SE15 - (58325) 1994 RE11 - (58683) 1998 AJ10 - (58980) 1998 RG47 - (59490) 1999 JD4 - (59836) 1999 RN44 - (59979) 1999 SV5 - (60187) 1999 VL23 - (60216) 1999 VG82 - (60375) 2000 AY146 - (60396) 2000 AG243 - (60689) 2000 GG37 - (60733) 2000 GL80 - (60735) 2000 GF82 - (60886) 2000 JB10 - (60924) 2000 JF44 - (61256) 2000 OT25 - (61343) 2000 PC5 - (61416) 2000 QL12 - (61550) 2000 QK70 - (61799) 2000 QC184 - (62042) 2000 RF65 - (62047) 2000 RE66 - (62268) 2000 SQ90 - (62730) 2000 TE59 - (63160) 2000 YN8 - (63164) 2000 YU14 - (63341) 2001 FD77 - (63583) 2001 QP31 - (65335) 2002 LR58 - (65425) 2002 TL129 - (65433) 2002 TX238 - (65682) 1990 QU2 - (65742) 1993 TY18 | - (65757) 1994 FV - (65776) 1995 SW3 - (65784) 1995 UF4 - (65808) 1996 LO1 - (65817) 1996 TC33 - (65999) 1998 ND - (66269) 1999 JN3 - (66280) 1999 JF12 - (66294) 1999 JS27 - (66358) 1999 JW87 - (66419) 1999 NR13 - (66458) 1999 QV1 - (67284) 2000 GD1 - (67473) 2000 RH6 - (67502) 2000 RE44 - (67522) 2000 RB79 - (67729) 2000 UQ23 - (67865) 2000 WG23 - (67930) 2000 WP122 - (67943) 2000 WP151 - (68134) 2001 AT18 - (68569) 2001 YE3 - (68944) 2002 PQ130 - (69045) 2002 XN59 - (69117) 2003 EX2 - (69239) 1978 XT - (69260) 1982 TJ - (69274) 1989 UZ1 - (69307) 1992 ON - (69311) 1992 QC - (69350) 1993 YP - (69466) 1996 VZ5 - (69701) 1998 HP49 - (70055) 1999 JN6 - (70056) 1999 JJ8 - (70111) 1999 LM7 - (71997 2000 WD178 - (72044) 2000 YH5 - (72204) 2000 YV133 - (72569) 2001 EC13 - (73534) 2003 OD7 - (73575) 4789 P-L - (73669) 1981) WL2 - (73673) 1986 RX1 - (73681) 1989 TL18 - (73735) 1993 QE3 - (73865) 1997 AW - (74217) 1998 RB73 - (74523) 1999 GA6 - (74539) 1999 JD15 - (74558) 1999 LT13 - (74561) 1999 LE18 - (74564) 1999 NY1 - (74576) 1999 NG25 - (74644) 1999 RK63 - (74721) 1999 RH167 - (74779) 1999 RF241 - (74789) 1999 SY5 - (74823) 1999 TD15 - (74839) 1999 TZ34 - (74998) 1999 TV276 - (75015) 1999 UW4 - (75017) 1999 UE5 - (75079) 1999 VN24 - (75303) 1999 XQ35 - (75409) 1999 XR104 - (75412) 1999 XJ108 - (75567) 2000 AK1 - (75933) 2000 CB75 - (76789) 2000 LG16 - (76828) 2000 SL161 - (76978) 2001 BY60 - (77971) 2002 JA11 - (78545) 2002 RT121 - (78587) 2002 SZ12 - (79137) 1991 PD15 - (79150) 1992 UR7 - (79219) 1994 LN - (79512) 1998 KE3 - (79558) 1998 QE51 - (79571) 1998 QG92 - (79576) 1998 QG98 - (79611) 1998 RC52 - (79721) 1998 SE112 - (80023) 1999 JY1 - (80098) 1999 MV1 - (80107) 1999 RG29 - (80250) 1999 WW9 - (80356) 1999 XM124 - (80366) 1999 XA142 - (80593) 2000 AG144 - (82059) 2000 UM30 - (82085) 2001 CL20 - (82105) 2001 FG26 - (82124) 2001 FO78 - (82233) 2001 JF1 - (82474) 2001 OB23 - (82676) 2001 PV23 - (82913) 2001 QN103 - (83120) 2001 QP246 - (83988) 2002 LC34 - (83992) 2002 MG3 - (84667) 2002 VO82 - (85118) 1971 UU - (85119) 1972 RD - (85158) 1987 UT1 - (85165) 1988 TV2 - (85185) 1991 LM3 - (85235) 1993 JA - (85274) 1994 GH - (85372) 1996 EO12 - (85383) 1996 MS - (85546) 1997 XH1 - (85762) 1998 TH4 - (85848) 1998 YP29 - (86025) 1999 LX3 - (86194) 1999 SD2 - (86212) 1999 TG21 - (86373) 1999 YK - (86401) 2000 AF143 - (86534) 2000 DT98 - (86608) 2000 EK85 - (86626) 2000 EV124 - (86730) 2000 GY37 - (86964) 2000 JV2 - (87005) 2000 JJ52 - (87035) 2000 KE2 - (88191) 2000 YK21 - (88412) 2001 QN28 - (88424) 2001 QC61 - (88453) 2001 QF91 - (88609) 2001 QP296 - (88938) 2001 TR33 - (88954) 2001 TE42 - (89137) 2001 UD17 - (89365) 2001 VZ81 - (89454) 2001 XG - (89486) 2001 XL31 - (89566) 2001 XZ103 - (89766) 2002 AO62 - (89776) 2002 AL90 - (90281) 2003 DQ15 - (90791) 1994 PG32 - (90916) 1997 LR - (90943) 1997 UX2 - (91044) 1998 FX15 - (91210) 1998 XS96 - (91227) 1999 BG9 - (92158) 1999 XW141 - (92278) 2000 CB110 - (92359) 2000 HC24 - (93038) 2000 RL104 - (93040) 2000) SG - (93751) 2000 WH1 - (93768) 2000 WN22 - (94210) 2001 BK33 - (94396) 2001 SN213 - (94623) 2001 WD2 - (94891) 2001 YC5 - (95087) 2002 AQ89 - (95696) 2002 JU75 - (95711) 2003) AK - (95786) 2003 FN7 - (96006) 2004 NE27 - (96011) 2004 PD6 - (96080) 7649) P-L |

## Марс-кроссер (астероид пересекает орбиту Марса)
Амуры и Марс-кроссеры. Пересекают орбиту Марса полностью, но не долетают до земного афелия. Большая полуось за пределами орбиты Марса. Эксцентриситет различный.

| - (433) Эрос - (719) Альберт - (887) Алинда - (1036) Ганимед - (1221) Амур - (1580) Бетулия - (1627) Ивар - (1915) Кетцалькоатль - (1916) Борей - (1917) Куйо - (1943) Антерос - (1980) Тескатлипока - (2059) Бабиокивари - (2061) Анса - (2202) Пеле - (2335) Джеймс - (2368) Бельтровата - (2608) Сенека - (2629) Рудра - (3102) Крок - (3122) Флоренс - (3199) Нефертити - (3271) Ул - (3288) Селевк - (3352) Маколифф - (3551) Верения - (3552) Дон Кихот - (3553) Мера - (3691) Беда - (3757) Анаголай - (3833) Калингаста - (3908) Нюкта - (3988) Хумай - (4055) Магеллан - (4401) Адити - (4487) Покахонтас - (4503) Клеобул - (4587) Рис - (4596) 1981 QB - (4688) 1980 WF - (4775) Ганзен - (4954) Эрик - (4957) Брюсмюррей - (5324) Ляпунов - (5332) Davidaguilar - (5370) Таранис - (5407) 1992 AX - (5587) 1990 SB - (5620) Джейсонуилер - (5626) Melissabrucker - (5646) 1990 TR - (5653) Камарильо - (5732) 1988 WC - (5751) Дзао - (5797) Бивой - (5836) 1993 MF - (5863) Тара - (5867) 1988 RE | - (5869) Танит - (5879) Альмерия - (6050) Миваблок - (6130) Hutton - (6178) 1986 DA - (6318) Кронкайт - (6322) 1991 CQ - (6456) Голомбек - (6491) 1991 OA - (6564) Эшер - (6569) Ондатже - (7088) Иштар - (7096) Непер - (7236) 1987 PA - (7336) Саундерс - (7358) Одзэ - (7474) 1992 TC - (7480) Норван - (7604) 1995 QY2 - (7839) 1994 ND - (7977) 1977 QQ5 - (8013) Гордонмур - (8034) Акка - (8037) 1993 HO1 - (8567) 1996 HW1 - (8709) Кадлу - (9172) Абхрэму - (9400) 1994 TW1 - (9950) 1990 VB - (9969) Брайль - (10150) 1994 PN - (10295) Ипполита - (10416) Коттлер - (10860) 1995 LE - (11054) 1991 FA - (11284) Белен - (11398) 1998 YP11 - (12008) Кэндруп - (13553) Масаакикояма - (14402) 1991 DB - (15745) 1991 PM5 - (16064) Дэвидхарви - (16636) 1993 QP - (16657) 1993 UB - (16695) 1995 AM - (16912) Рианнон - (17274) 2000 LC16 - (18106) Блюм - (18109) 2000 NG11 - (18172) 2000 QL7 - (18514) 1996 TE11 - (18736) 1998 NU - (18882) 1999 YN4 - (19356) 1997 GH3 - (19764) 2000 NF5 - (20086) 1994 LW | - (20255) 1998 FX2 - (20460) Робуайтли - (20790) 2000 SE45 - (21088) 1992 BL2 - (21277) 1996 TO5 - (23183) 2000 OY21 - (23548) 1994 EF2 - (23606) 1996 AS1 - (23621) 1996 PA - (23714) 1998 EC3 - (24447) 2000 QY1 - (24475) 2000 VN2 - (25872) 2000 MV1 - (25916) 2001 CP44 - (26166) 1995 QN3 - (26310) 1998 TX6 - (26760) 2001 KP41 - (26817) 1987 QB - (27031) 1998 RO4 - (27234) 1999 RC2 - (27346) 2000 DN8 - (30854) 1991 VB - (31210) 1998 BX7 - (31221) 1998 BP26 - (31345) 1998 PG - (31346) 1998 PB1 - (32906) 1994 RH - (34613) 2000 UR13 - (35432) 1998 BG9 - (36017) 1999 ND43 - (36183) 1999 TX16 - (37329) 2001 QW108 - (37336) 2001 RM - (37384) 2001 WU1 - (38066) 1999 FO19 - (38071) 1999 GU3 - (38091) 1999 JT3 - (39557) 1992 JG - (39565) 1992 SL - (39572) 1993 DQ1 - (39796) 1997 TD - (40263) 1999 FQ5 - (40310) 1999 KU4 - (40329) 1999 ML - (41440) 2000 HZ23 - (48603) 1995 BC2 - (52689) 1998 FF2 - (52761) 1998 MN14 - (52768) 1998 OR2 - (53110) 1999 AR7 - (53430) 1999 TY16 - (53435) 1999 VM40 - (54401) 2000 LM | - (54660) 2000 UJ1 - (54686) 2001 DU8 - (54690) 2001 EB - (54789) 2001 MZ7 - (65674) 1988 SM - (65706) 1992 NA - (65996) 1998 MX5 - (66251) 1999 GJ2 - (66272) 1999 JW6 - (66959) 1999 XO35 - (68063) 2000 YJ66 - (68350) 2001 MK3 - (68359) 2001 OZ13 - (85182) 1991 AQ - (85275) 1994 LY - (85490) 1997 SE5 - (85585) 1998 FG2 - (85628) 1998 KV2 - (85640) 1998 OX4 - (85709) 1998 SG36 - (85713) 1998 SS49 - (85774) 1998 UT18 - (85804) 1998 WQ5 - (85818) 1998 XM4 - (85839) 1998 YO4 - (85867) 1999 BY9 - (85938) 1999 DJ4 - (86039) 1999 NC43 - (86067) 1999 RM28 - (86324) 1999 WA2 - (86326) 1999 WK13 - (86666) 2000 FL10 - (86819) 2000 GK137 - (86829) 2000 GR146 - (86878) 2000 HD24 - (87025) 2000 JT66 - (87311) 2000 QJ1 - (88188) 2000 XH44 - (88254) 2001 FM129 - (88263) 2001 KQ1 - (88264) 2001 KN20 - (88959) 2001 TZ44 - (89136) 2001 US16 - (89355) 2001 VS78 - (89830) 2002 CE - (89958) 2002 LY45 - (89959) 2002 NT7 - (90075) 2002 VU94 - (90147) 2002 YK14 - (90373) 2003 SZ219 - (90416) 2003 YK118 - (385250) 2001 DH47 |